# Bertrand Piechaud
Bertrand Piechaud (Burdeos, 23 de abril de 1941-Burdeos, 24 de septiembre de 2024) fue un pintor y escultor francés.

## Trayectoria profesional
Piechaud asistió a la facultad de Bellas Artes de Burdeos y de Toulouse, y obtuvo un diploma de pintura en París. Principalmente escultor, sobre terracota y bronce, Piechaud se ha interesado por numerosas técnicas, sobre todo, pintura, grabado y diseño. Artista reconocido, es autor de numerosas esculturas públicas, encargadas por distintos entes públicos. Ha expuesto principalmente en París y otras localidades de Francia y en numerosas ciudades internacionales: Nueva York, Quebec, San Francisco, Berlín, etc.

## Obras
- El preso, en Saint-Laurent du Maroni, en la Guayana francesa, estatua de bronce situada a la entrada de la antigua cárcel de Saint-Laurent
- El busto de Jacques Chaban Delmas, en Burdeos
- El busto del poeta Ausonio, en Burdeos
- Los tres niños de la Guayana, en Saint Laurent de Maroni
- El busto de Guillaume Seznec
- El busto del escultor Maillol
- Medalla del cardenal Eyte, en la catedral de Saint André, de Burdeos